# New York, Westchester and Boston Railway
| \| Entfernungsangaben in Meilen \| \| \| \| \| \| \| IRT Third Avenue Line \| \| \| \| \| 133rd Street Yard (Betriebshof der Hochbahn) \| \| \| \| \| Willis Avenue Bridge \| \| \| \| 0,0 \| Harlem River Terminal \| Harlem River Terminal \| \| \| \| Bronx Kills Crossing \| \| \| \| \| New York Connecting Railroad \| \| \| \| \| von der Pennsylvania Station via Hell Gate Bridge \| \| \| \| 0,91 \| Port Morris \| Port Morris \| \| \| 1,90 \| Casanova \| Casanova \| \| \| 2,57 \| Hunt’s Point \| Hunt’s Point \| \| \| 3,19 \| Westchester Avenue \| Westchester Avenue \| \| \| \| Bronx River \| \| \| \| \| Cross Bronx Expressway \| \| \| \| \| Harlem River and Port Chester Railroad \| \| \| \| \| nach New Rochelle \| \| \| \| \| \| \| \| \| \| IRT White Plains Road Line \| \| \| \| 4,37 \| 180th Street \| 180th Street \| \| \| \| \| \| \| \| \| Unionport Yard vormals NYW&B-Betriebshof \| \| \| \| \| \| \| \| \| \| IRT White Plains Road Line \| \| \| \| \| \| \| \| \| 5.50 \| Morris Park \| Morris Park \| \| \| \| \| \| \| \| 5,90 \| Pelham Parkway \| Pelham Parkway \| \| \| \| \| \| \| \| 6,74 \| Gun Hill Road \| Gun Hill Road \| \| \| 7,65 \| Baychester Avenue \| Baychester Avenue \| \| \| 8,33 \| Dyre Avenue \| Dyre Avenue \| \| \| \| Stadtgrenze New York City \| \| \| \| 8,63 \| Kingsbridge Road \| Kingsbridge Road \| \| \| 9,24 \| East 6th Street \| East 6th Street \| \| \| 9,79 \| East 3rd Street \| East 3rd Street \| \| \| \| New Haven New Rochelle ↔ Woodlawn \| \| \| \| 10,24 \| Columbus Avenue \| Columbus Avenue \| \| \| \| \| \| \| \| 10,66 \| East Lincoln Avenue \| East Lincoln Avenue \| \| \| 11,63 \| Chester Heights \| Chester Heights \| \| \| 13,01 \| Wykagyl \| Wykagyl \| \| \| 15,09 \| Quaker Ridge \| Quaker Ridge \| \| \| 15,95 \| Heathcote \| Heathcote \| \| \| 17,51 \| Ridgeway \| Ridgeway \| \| \| 18,26 \| Gedney Way \| Gedney Way \| \| \| 18,89 \| Mamaroneck Avenue \| Mamaroneck Avenue \| \| \| 19,50 \| White Plains–Westchester Avenue \| White Plains–Westchester Avenue \| \| \| \| \| \| \| \| 10,95 \| 5th Avenue \| 5th Avenue \| \| \| 11,27 \| Pelhamwood (ursprünglich Storer Avenue) \| Pelhamwood (ursprünglich Storer Avenue) \| \| \| 11,64 \| Webster Avenue \| Webster Avenue \| \| \| 12,17 \| North Avenue (ursprünglich New Rochelle) \| North Avenue (ursprünglich New Rochelle) \| \| \| \| \| \| \| \| \| New Haven von New Rochelle \| \| \| \| 13,02 \| Pine Brook \| Pine Brook \| \| \| 14,03 \| Larchmont \| Larchmont \| \| \| 14,78 \| Larchmont Gardens \| Larchmont Gardens \| \| \| 15,83 \| Mamaroneck \| Mamaroneck \| \| \| 16,82 \| West Street \| West Street \| \| \| 17,60 \| Harrison \| Harrison \| \| \| 19,44 \| Rye \| Rye \| \| \| 20,90 \| Port Chester \| Port Chester \| \| \| \| \| \| \| \| \| Staatsgrenze New York–Connecticut \| \| \| \| \| New Haven nach New Haven \| \| |       |                                                   |                                                   |
| Entfernungsangaben in Meilen |       |                                                   |                                                   |
| Abzweig geradeaus und nach links (Strecke außer Betrieb) |       | IRT Third Avenue Line                             | IRT Third Avenue Line                             |
| Abzweig geradeaus und nach links (Strecke außer Betrieb) |       | 133rd Street Yard (Betriebshof der Hochbahn)      | 133rd Street Yard (Betriebshof der Hochbahn)      |
| Strecke mit Straßenbrücke (Strecke außer Betrieb) |       | Willis Avenue Bridge                              | Willis Avenue Bridge                              |
| Bahnhof (Strecke außer Betrieb) | 0,0   | Harlem River Terminal                             | Harlem River Terminal                             |
| Strecke mit Straßenbrücke (Strecke außer Betrieb) |       | Bronx Kills Crossing                              | Bronx Kills Crossing                              |
| Abzweig ehemals geradeaus und von rechts |       | New York Connecting Railroad                      | New York Connecting Railroad                      |
| Strecke |       | von der Pennsylvania Station via Hell Gate Bridge | von der Pennsylvania Station via Hell Gate Bridge |
| ehemaliger Haltepunkt / Haltestelle | 0,91  | Port Morris                                       | Port Morris                                       |
| ehemaliger Haltepunkt / Haltestelle | 1,90  | Casanova                                          | Casanova                                          |
| ehemaliger Haltepunkt / Haltestelle | 2,57  | Hunt’s Point                                      | Hunt’s Point                                      |
| ehemaliger Haltepunkt / Haltestelle | 3,19  | Westchester Avenue                                | Westchester Avenue                                |
| Brücke über Wasserlauf |       | Bronx River                                       | Bronx River                                       |
| Strecke mit Straßenbrücke |       | Cross Bronx Expressway                            | Cross Bronx Expressway                            |
| Abzweig ehemals geradeaus und nach rechts |       | Harlem River and Port Chester Railroad            | Harlem River and Port Chester Railroad            |
| Strecke (außer Betrieb) |       | nach New Rochelle                                 | nach New Rochelle                                 |
| Verschwenkung von links (Strecke außer Betrieb) |       |                                                   |                                                   |
| Strecke (außer Betrieb) · U-Bahn-Strecke von links |       | IRT White Plains Road Line                        | IRT White Plains Road Line                        |
| U-Bahn-Betriebs-/Güterbahnhof Strecke bis hier außer Betrieb · U-Bahn-Bahnhof | 4,37  | 180th Street                                      | 180th Street                                      |
| U-Bahn-Abzweig geradeaus und von links · U-Bahn-Abzweig geradeaus und nach rechts |       |                                                   |                                                   |
| U-Bahn-Dienststation / Betriebs- oder Güterbahnhof · U-Bahn-Strecke |       | Unionport Yard vormals NYW&B-Betriebshof          | Unionport Yard vormals NYW&B-Betriebshof          |
| U-Bahn-Abzweig geradeaus und von links · U-Bahn-Abzweig geradeaus und nach rechts |       |                                                   |                                                   |
| U-Bahn-Strecke · U-Bahn-Strecke nach links |       | IRT White Plains Road Line                        | IRT White Plains Road Line                        |
| U-Bahn-Verschwenkung nach links |       |                                                   |                                                   |
| U-Bahn-Haltepunkt / Haltestelle | 5.50  | Morris Park                                       | Morris Park                                       |
| U-Bahn-Tunnelanfang |       |                                                   |                                                   |
| U-Bahn-Haltepunkt / Haltestelle (im Tunnel) | 5,90  | Pelham Parkway                                    | Pelham Parkway                                    |
| U-Bahn-Tunnelende |       |                                                   |                                                   |
| U-Bahn-Haltepunkt / Haltestelle | 6,74  | Gun Hill Road                                     | Gun Hill Road                                     |
| U-Bahn-Haltepunkt / Haltestelle | 7,65  | Baychester Avenue                                 | Baychester Avenue                                 |
| U-Bahn-Kopfbahnhof Strecke ab hier außer Betrieb | 8,33  | Dyre Avenue                                       | Dyre Avenue                                       |
| Grenze (Strecke außer Betrieb) |       | Stadtgrenze New York City                         | Stadtgrenze New York City                         |
| Haltepunkt / Haltestelle (Strecke außer Betrieb) | 8,63  | Kingsbridge Road                                  | Kingsbridge Road                                  |
| Haltepunkt / Haltestelle (Strecke außer Betrieb) | 9,24  | East 6th Street                                   | East 6th Street                                   |
| Haltepunkt / Haltestelle (Strecke außer Betrieb) | 9,79  | East 3rd Street                                   | East 3rd Street                                   |
| Kreuzung geradeaus oben (Strecke geradeaus außer Betrieb) |       | New Haven New Rochelle ↔ Woodlawn                 | New Haven New Rochelle ↔ Woodlawn                 |
| Bahnhof (Strecke außer Betrieb) | 10,24 | Columbus Avenue                                   | Columbus Avenue                                   |
| Verschwenkung von links (Strecke außer Betrieb) · Verschwenkung von rechts (Strecke außer Betrieb) |       |                                                   |                                                   |
| Strecke (außer Betrieb) · Haltepunkt / Haltestelle (Strecke außer Betrieb) | 10,66 | East Lincoln Avenue                               | East Lincoln Avenue                               |
| Strecke (außer Betrieb) · Haltepunkt / Haltestelle (Strecke außer Betrieb) | 11,63 | Chester Heights                                   | Chester Heights                                   |
| Strecke (außer Betrieb) · Bahnhof (Strecke außer Betrieb) | 13,01 | Wykagyl                                           | Wykagyl                                           |
| Strecke (außer Betrieb) · Haltepunkt / Haltestelle (Strecke außer Betrieb) | 15,09 | Quaker Ridge                                      | Quaker Ridge                                      |
| Strecke (außer Betrieb) · Bahnhof (Strecke außer Betrieb) | 15,95 | Heathcote                                         | Heathcote                                         |
| Strecke (außer Betrieb) · Haltepunkt / Haltestelle (Strecke außer Betrieb) | 17,51 | Ridgeway                                          | Ridgeway                                          |
| Strecke (außer Betrieb) · Haltepunkt / Haltestelle (Strecke außer Betrieb) | 18,26 | Gedney Way                                        | Gedney Way                                        |
| Strecke (außer Betrieb) · Haltepunkt / Haltestelle (Strecke außer Betrieb) | 18,89 | Mamaroneck Avenue                                 | Mamaroneck Avenue                                 |
| Strecke (außer Betrieb) · Kopfbahnhof Streckenende (Strecke außer Betrieb) | 19,50 | White Plains–Westchester Avenue                   | White Plains–Westchester Avenue                   |
| Verschwenkung nach links (Strecke außer Betrieb) |       |                                                   |                                                   |
| Haltepunkt / Haltestelle (Strecke außer Betrieb) | 10,95 | 5th Avenue                                        | 5th Avenue                                        |
| Haltepunkt / Haltestelle (Strecke außer Betrieb) | 11,27 | Pelhamwood (ursprünglich Storer Avenue)           | Pelhamwood (ursprünglich Storer Avenue)           |
| Haltepunkt / Haltestelle (Strecke außer Betrieb) | 11,64 | Webster Avenue                                    | Webster Avenue                                    |
| Haltepunkt / Haltestelle (Strecke außer Betrieb) | 12,17 | North Avenue (ursprünglich New Rochelle)          | North Avenue (ursprünglich New Rochelle)          |
| Verschwenkung von rechts (Strecke außer Betrieb) |       |                                                   |                                                   |
| Strecke von rechts · Strecke (außer Betrieb) |       | New Haven von New Rochelle                        | New Haven von New Rochelle                        |
| Strecke · Haltepunkt / Haltestelle (Strecke außer Betrieb) | 13,02 | Pine Brook                                        | Pine Brook                                        |
| Haltepunkt / Haltestelle · Haltepunkt / Haltestelle (Strecke außer Betrieb) | 14,03 | Larchmont                                         | Larchmont                                         |
| Strecke · Haltepunkt / Haltestelle (Strecke außer Betrieb) | 14,78 | Larchmont Gardens                                 | Larchmont Gardens                                 |
| Haltepunkt / Haltestelle · Haltepunkt / Haltestelle (Strecke außer Betrieb) | 15,83 | Mamaroneck                                        | Mamaroneck                                        |
| Strecke · Haltepunkt / Haltestelle (Strecke außer Betrieb) | 16,82 | West Street                                       | West Street                                       |
| Haltepunkt / Haltestelle · Haltepunkt / Haltestelle (Strecke außer Betrieb) | 17,60 | Harrison                                          | Harrison                                          |
| Haltepunkt / Haltestelle · Haltepunkt / Haltestelle (Strecke außer Betrieb) | 19,44 | Rye                                               | Rye                                               |
| Haltepunkt / Haltestelle · Kopfbahnhof Streckenende (Strecke außer Betrieb) | 20,90 | Port Chester                                      | Port Chester                                      |
| Verschwenkung nach links |       |                                                   |                                                   |
| Grenze |       | Staatsgrenze New York–Connecticut                 | Staatsgrenze New York–Connecticut                 |
| Strecke |       | New Haven nach New Haven                          | New Haven nach New Haven                          |

Die New York, Westchester and Boston Railway (abgekürzt NYWB oder NYW&B, genannt Westchester oder Boston–Westchester) war eine normalspurige, elektrifizierte Eisenbahn, die die Südspitze der Bronx in New York City mit einigen Städten und Gemeinden im Westchester County im US-Bundesstaat New York verband. Sie gehörte zur Firmengruppe der New York, New Haven and Hartford Railroad (NYNH&H, genannt New Haven) und war von 1912 bis 1937 in Betrieb.
Die Westchester war in weiten Teilen parallel zu bereits existierenden Strecken der New Haven gebaut worden, um diese im Vorortnahverkehr zu entlasten. Dazu verfügte sie über vergleichsweise sehr großzügig angelegte, hochmoderne und entsprechend teure Betriebsanlagen und war damit auf sehr hohe Beförderungsleistungen ausgelegt. Da die Westchester aber durch weitgehend dünn besiedeltes Gebiet gebaut worden war, stellte sich eine entsprechende Nachfrage nie ein, so dass der Konkurs der Firmengruppe New Haven im Zuge der Weltwirtschaftskrise schließlich das Ende der Bahnstrecken bedeutete.
In den Jahren unmittelbar nach der Stilllegung wurden die Strecken größtenteils abgebaut. Ein kleinerer Teil wurde von der New Yorker U-Bahn übernommen und ist heute noch in Betrieb.

## Vorgeschichte

### Eisenbahnen im Norden New Yorks
Mitte des 19. Jahrhunderts gab es mehrere Bahnlinien, die von New York City aus östlich des Hudson Rivers Richtung Norden führten. Dies waren von West nach Ost gesehen die Hudson River Railroad nach Albany und Troy, die New York and Putnam Railroad nach Brewster und die New York and Harlem Railroad nach Chatham. Alle drei Strecken gehörten ab 1869 zur neu gebildeten New York Central and Hudson River Railroad, kurz New York Central, und endeten ab 1871 am Grand Central Terminal in Manhattan.
Weiter östlich verliefen seit 1849 die Gleise der konkurrierenden New York, New Haven and Hartford Railroad, kurz NYNH&H oder New Haven. Sie zweigten am Bahnhof Woodlawn von der New York and Harlem Railroad ab, überquerten bei Port Chester die Staatsgrenze New York–Connecticut und verliefen weiter über Bridgeport nach New Haven. Dazu kam 1873 mit dem Harlem River Branch noch eine Zweigstrecke; die Gleise der vormals eigenständigen Harlem River and Port Chester Railroad führten von New Rochelle aus in südliche Richtung hinunter zum Harlem River (132nd Street).
Die New York, Westchester and Boston Railway Company wurde am 20. März 1872 gegründet, um zwischen den bestehenden Strecken eine weitere Eisenbahn von der damaligen New Yorker Stadtgrenze am Harlem River durch den Westchester County zu bauen. Die Strecke sollte vom Harlem River aus durch die östliche Bronx, dann nach Mount Vernon und weiter durch den südöstlichen Teil des County bis nach Port Chester verlaufen. Die Konzession enthielt außerdem zwei Zweigstrecken, eine von der 177th Street, Bronx, Richtung Osten nach Throgs Neck, und eine weitere von Mount Vernon in nördliche Richtung über White Plains nach Elmsford. Die Gleise sollten in Teilen parallel und damit in Konkurrenz zu den beiden Strecken der New Haven verlaufen. Der Gründerkrach von 1873 setzte dem Unternehmen jedoch noch vor Baubeginn ein Ende.

### Die New Haven kauft sich ein

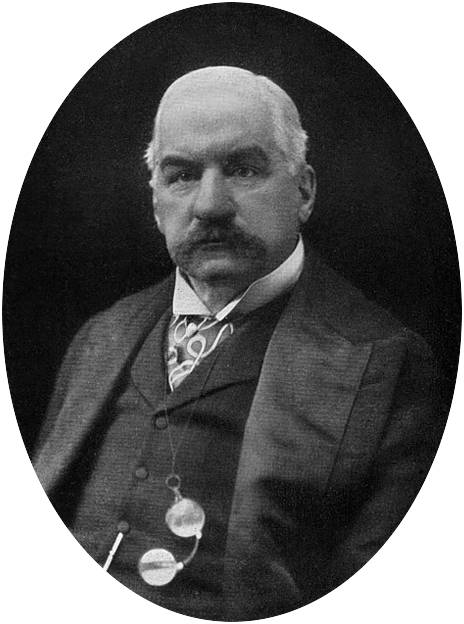
J. P. Morgan.

1906 kauften William Rockefeller und J. P. Morgan die NYW&B für 11.000.000 Dollar auf und übereigneten sie anschließend der New Haven.
Dieser an sich überhöhte Geldbetrag lag in den damaligen Geschäftspraktiken der New Haven begründet. Diese bestanden darin, sämtliche örtlichen Konkurrenten praktisch um jeden Preis aufzukaufen, zu konsolidieren und technisch zu modernisieren. Bis 1912 war auf diese Weise ein Verkehrsnetz mit über 2000 Meilen (3200 km) Eisenbahnen sowie weiteren Straßenbahn- und Dampfschifffahrtslinien im südlichen Neuengland entstanden. Dieses faktische Monopol im Transportgewerbe stand unter der Kontrolle J. P. Morgans und seines Vertrauten im Vorstand der New Haven, Charles Sanger Mellen.
Dazu erhoffte sich die New Haven vom Kauf und anschließendem Bau der NYW&B positive finanzielle Effekte, denn die Strecke Richtung Port Chester war durch die vielen Nahverkehrszüge von und nach New York City stark überlastet. Dies ging vor allem zu Lasten des profitablen Fern- und Güterverkehrs, so dass eine Erhöhung der Transportkapazitäten entlang dieser Route sinnvoll erschien. Zudem war die New Haven durch die Interstate Commerce Commission (ICC) dazu verpflichtet worden, die Fahrkarten für Nahverkehrsverbindungen von und nach New York City zu einem Einheitsfahrpreis von 5 US-Cent anzubieten. Die betreffenden Züge mussten jedoch südlich von Woodlawn mangels eigener Gleise die Strecke der konkurrierenden New York Central benutzen, die wiederum pro Fahrgast 24 Cent Streckennutzungsgebühr für die Fahrt zum Grand-Central-Bahnhof verlangte. Um die ständigen Verluste von 19 Cent je Fahrgast zu beenden, sollten die Nahverkehrszüge zukünftig über die Strecke der NYW&B bis zum Harlem River fahren, um die Fahrgäste dort in die Hochbahn umsteigen zu lassen.
Gleichermaßen geschahen diese Überlegungen in Erwartung einer weiteren Ausdehnung des Hauptgeschäftsviertels New York Citys Richtung Norden. Dieses hatte sich bis etwa 1850 vor allem im Bereich des heutigen Financial District südlich der Canal Street entwickelt und um 1900 Midtown Manhattan erreicht. Man ging ganz allgemein davon aus, dass der Stadtteil Harlem und die südliche Bronx angesichts der jüngst eröffneten U-Bahn bis etwa 1950 eine ähnliche Entwicklung erfahren würden, so dass die neue Verkehrsverbindung zunehmend an Bedeutung gewinnen würde. Auch für den ländlich geprägten Westchester County selbst gab es große Hoffnungen für ein stark wachsendes Verkehrsaufkommen. Zwischen 1900 und 1910 war die Einwohnerzahl um über 70 % gestiegen, und die Grundstückspreise hatten sich mitunter verdreifacht.

## Bau
Für das Vorhaben, eine Neubaustrecke für den Nahverkehr parallel zu den bestehenden Strecken der New Haven zu errichten, waren die ursprünglich vorgesehenen Streckenäste nach Throgs Neck und über White Plains nach Elmsford im Grunde uninteressant. So wurde bei der zuständigen New York Public Service Commission beantragt, diese Strecken aus der Konzession nehmen zu dürfen. Dort wurde nur der Wegfall der Zweigstrecke nach Throgs Neck genehmigt; die Strecke nach Elmsford durfte aber nur bis White Plains zurückgezogen werden.
Die Bauarbeiten an der Strecke begannen im Mai 1909. Der erste Streckenabschnitt von der Station 180th Street bis North Avenue in New Rochelle konnte am 29. Mai 1912 eröffnet werden. Ab 1. Juli desselben Jahres ging es weiter bis zur Endstation Westchester Avenue in White Plains. Das Harlem River Terminal wurde am 3. August 1912 erreicht.

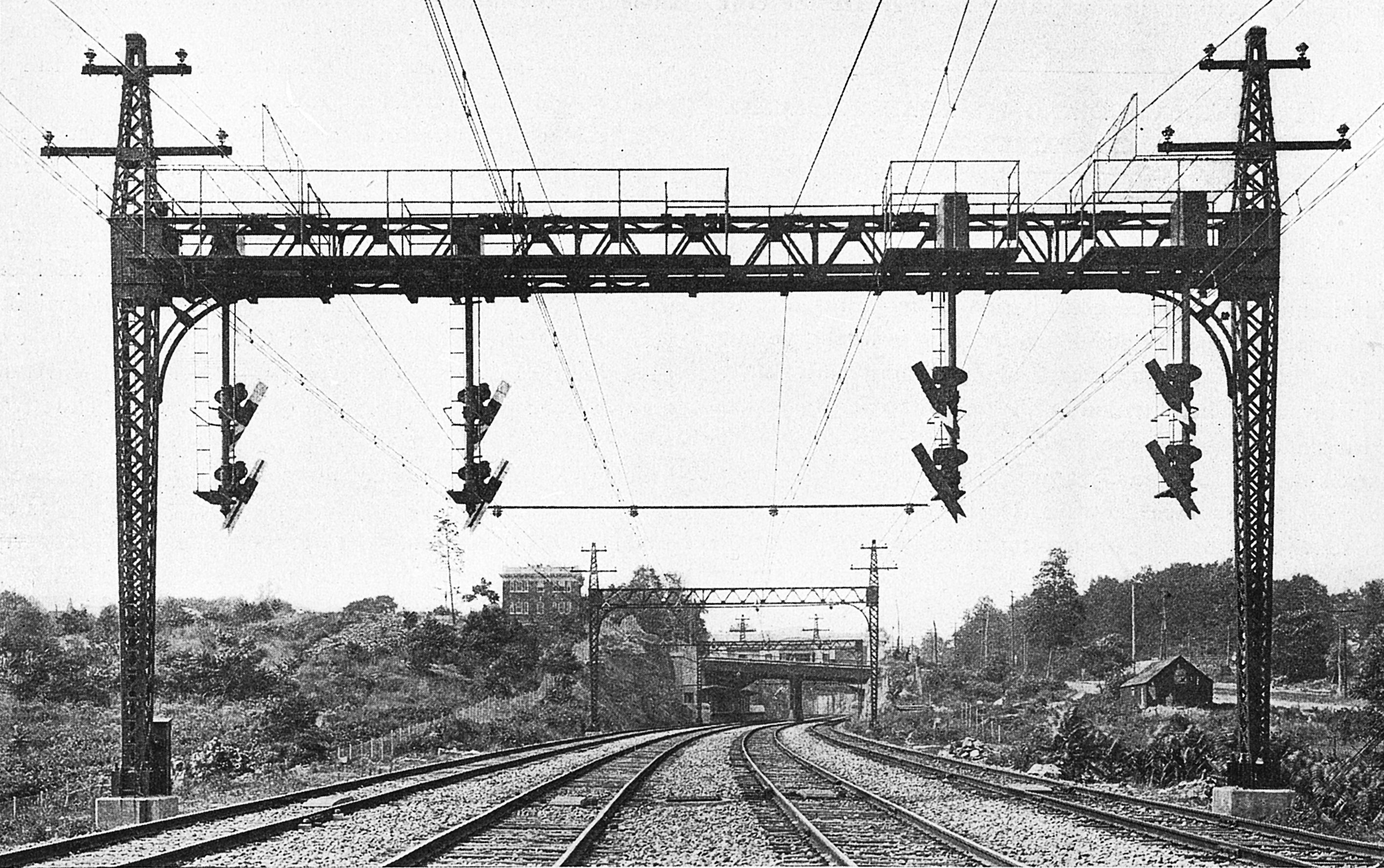
Die NYWB war für sehr hohe Kapazitäten ausgelegt, obwohl die Gegend eher ländlich geprägt war.

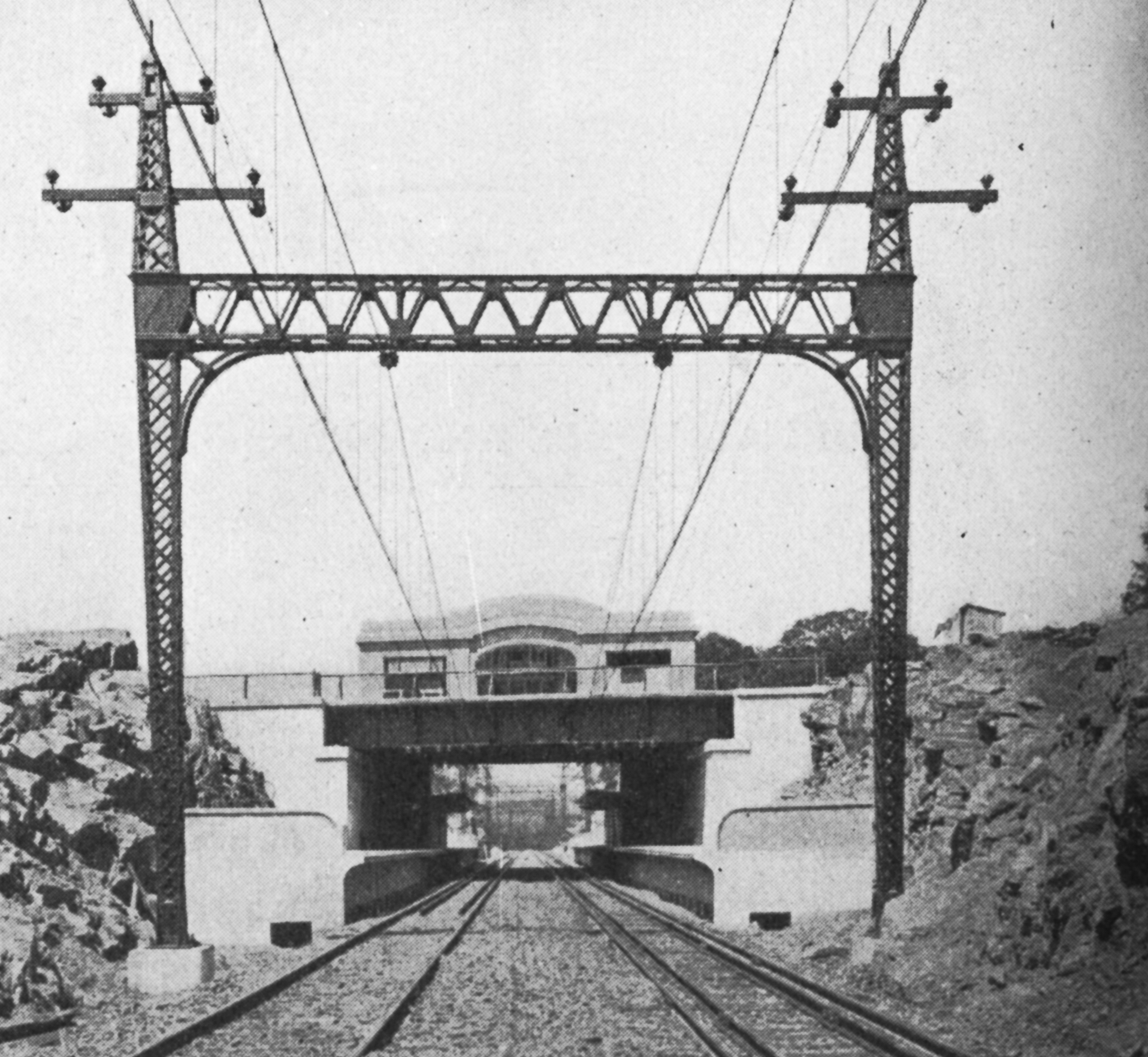
Typische Station im Einschnitt.

Die gesamte Trasse war sehr aufwändig angelegt. Die Strecke war durchgehend zweigleisig und südlich von Mount Vernon sogar viergleisig. Weite Kurvenradien und geringe Steigungen ließen eine hohe Ausbaugeschwindigkeit zu. Dazu waren massive Geländeverbauungen und Dutzende Kunstbauten notwendig. Die Strecke wurde von Beginn an auf ihrer gesamten Länge mittels Oberleitung elektrifiziert, um durchgehend elektrischen Betrieb zu ermöglichen.

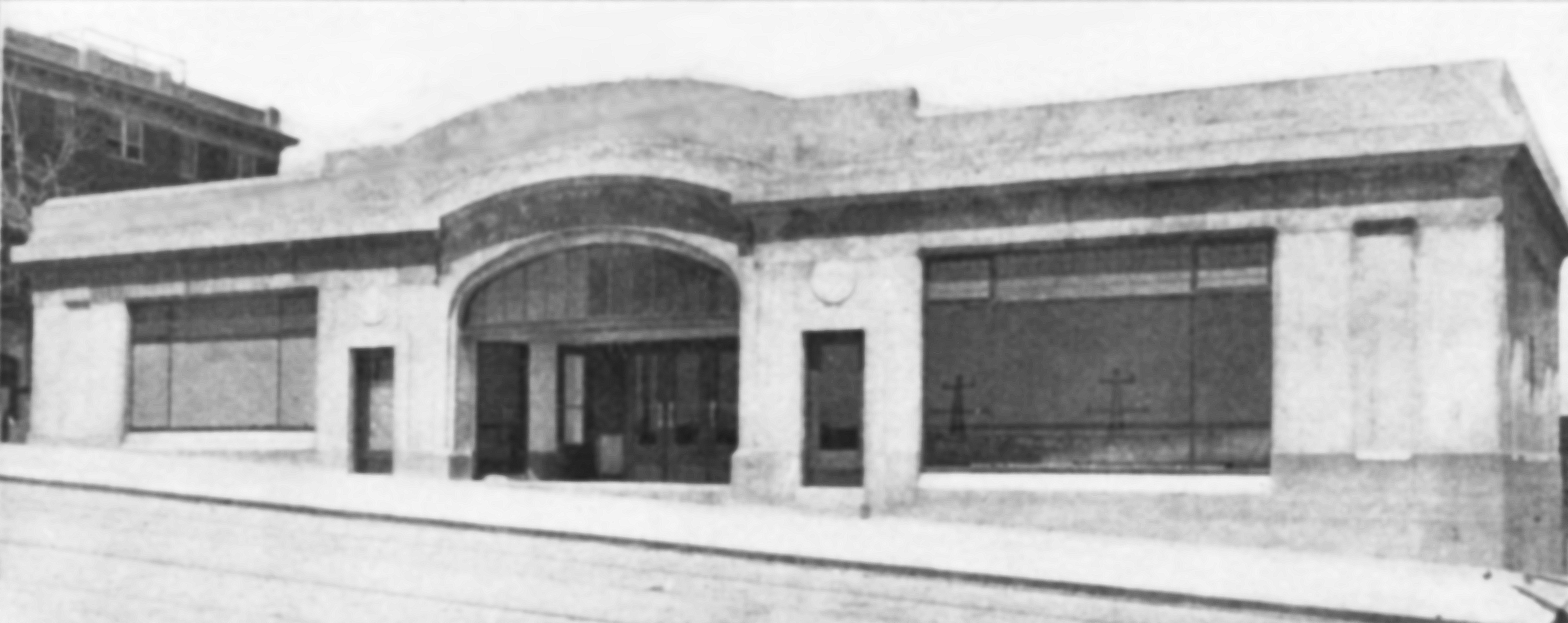
Typisches Empfangsgebäude.

Die Bahnhöfe und Haltestellen wurden ebenso aufwändig und großzügig gestaltet, wobei besonderer Wert auf Ästhetik gelegt wurde. Die Gebäude und damit die Bahn insgesamt sollten möglichst attraktiv wirken, um die Grundstückspreise nicht negativ zu beeinflussen und damit die Siedlungsentwicklung entlang der Bahnlinie zu befördern. So entstanden die Gebäude aus Stein und vielfach im Stil der Neorenaissance; in deren Inneren wurden Läden eingerichtet, die Außenbereiche angelegt. Die Ausstattung umfasste ferner Terrazzofußböden und Zentralheizung.
Dazu kam ein Wagenpark aus komfortabel ausgestatteten Elektrotriebwagen mit jeweils 350 PS Leistung und einer Höchstgeschwindigkeit von 57 mph (92 km/h). Damit repräsentierte die Westchester den damaligen Stand der Technik und war für sehr hohe Kapazitäten ausgelegt. Die Gesamtkosten für den Bau der Bahn und die Anschaffung der Fahrzeuge beliefen sich offiziell auf 22 Millionen Dollar.
Das eigentliche Ziel, das verlustträchtige Fahrgastaufkommen entlang der ursprünglichen Strecke der New Haven nach New York City zu verringern, erforderte die Fertigstellung der parallel verlaufenden Neubaustrecke bis nach Port Chester. Die Bauarbeiten jenseits der North Avenue begannen 1921; Mamaroneck war 1926, Harrison 1927, Rye 1928 und Port Chester schließlich 1929 erreicht. Das Passagieraufkommen im Nahverkehr ging daraufhin auf den bestehenden Strecken zurück, und so konnte dieser entlang des Harlem River Branch am 27. Juli 1930 eingestellt werden.
Die Streckenerweiterung von North Avenue nach Port Chester wurde offenbar aus finanziellen Gründen nach einfacheren Maßstäben gebaut. Zwar wurden auch hier zwei Streckengleise verlegt, doch die Bahnsteige bestanden nur noch aus Holz, und statt großzügiger Bauten gab es nur noch kleine Holzhäuschen als Zugangsanlagen.

## Streckenverlauf

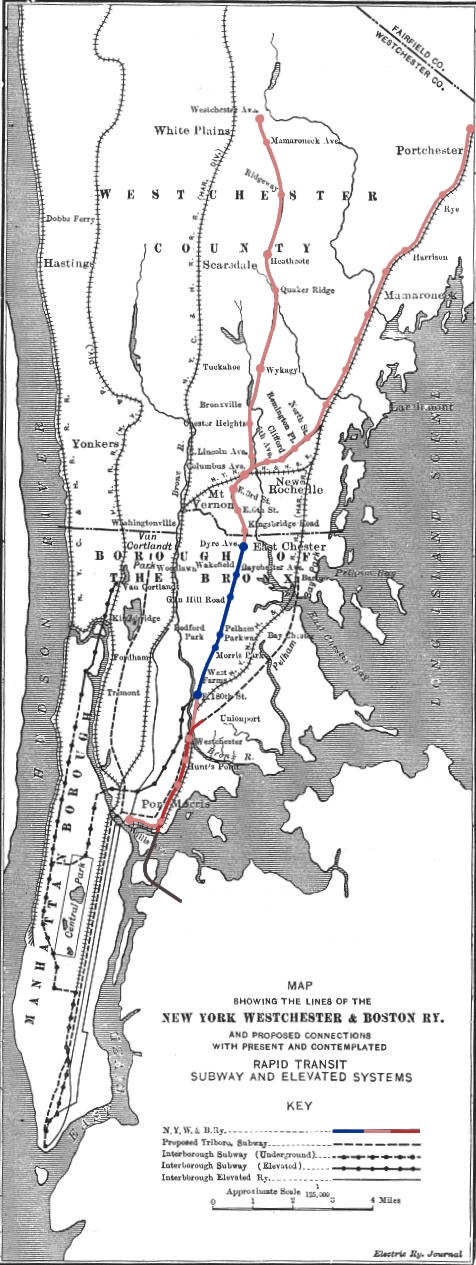
Streckenverlauf der NYW&B, basierend auf einer Karte von 1912.

### Harlem River–180th Street–Columbus Avenue
Die Strecke begann am nördlichen Ufer des Harlem River am Harlem River Terminal Ecke 132nd Street und Willis Avenue. Dort gab es eine direkte Gleisverbindung zur IRT Third Avenue Line sowie eine überdachte hölzerne Fußgängerbrücke hinüber zu deren Station 133rd Street. Von den insgesamt sechs parallel verlaufenden Bahnsteiggleisen wurden zwei von der NYW&B und vier von der Hochbahn benutzt.
Die Strecke verlief zunächst am Ufer entlang Richtung Südosten und mündete dann in den Harlem River Branch der New Haven. Nach vier Zwischenhalten zweigte die Trasse in Höhe der 174th Street wieder ab, wurde nach Nordwesten hin verschwenkt und erreichte an der Station 180th Street mit der IRT White Plains Road Line die U-Bahn. Dahinter ging es weiter nach Nordosten bis zur Stadtgrenze und dahinter weiter nach Norden entlang der South Fulton Avenue durch Mount Vernon bis zum Bahnhof Columbus Avenue. Bis dahin gab es auf New Yorker Seite weitere fünf, in Mount Vernon drei Zwischenhalte. Die zweite Station hinter 180th Street, Pelham Parkway, befand sich dabei in Tunnellage.
An der Columbus Avenue wurde die Bahnlinie der New Haven überquert; die Station wurde als Turmbahnhof mit entsprechenden Umsteigemöglichkeiten eingerichtet. Etwa einen halben Kilometer nordöstlich gabelte sich die bis dahin viergleisige Strecke schließlich.

### Columbus Avenue–Westchester Avenue
Von der Columbus Avenue aus führte die eine Strecke weiter nach Norden Richtung White Plains. Sie war durchgehend zweigleisig und besaß insgesamt neun weitere Stationen in Mount Vernon, Eastchester, New Rochelle, Scarsdale und White Plains. Der Endbahnhof White Plains–Westchester Avenue befand sich Ecke Westchester Avenue und Bloomingdale Road unmittelbar östlich des Stadtkerns.

### Columbus Avenue–Port Chester
Die andere Zweigstrecke war ebenfalls durchgehend zweigleisig und verlief zunächst Richtung Osten und bediente in Pelham und New Rochelle je zwei weitere Stationen, bevor sie kurz hinter dem heutigen Bahnhof New Rochelle zum zweiten Mal auf die New Haven traf. Dort schwenkte die Trasse nach Nordosten ein und verlief parallel zur New Haven bis zum Bahnhof Port Chester kurz vor der Staatsgrenze New York–Connecticut. Entlang dieses Abschnitts bediente die Westchester nicht nur alle Stationen der New Haven, sondern auch noch einige zusätzliche Zwischenhalte. Sie verfügte dabei im Gegensatz zum Harlem River Branch durchgehend über eigene Gleise.

## Betrieb

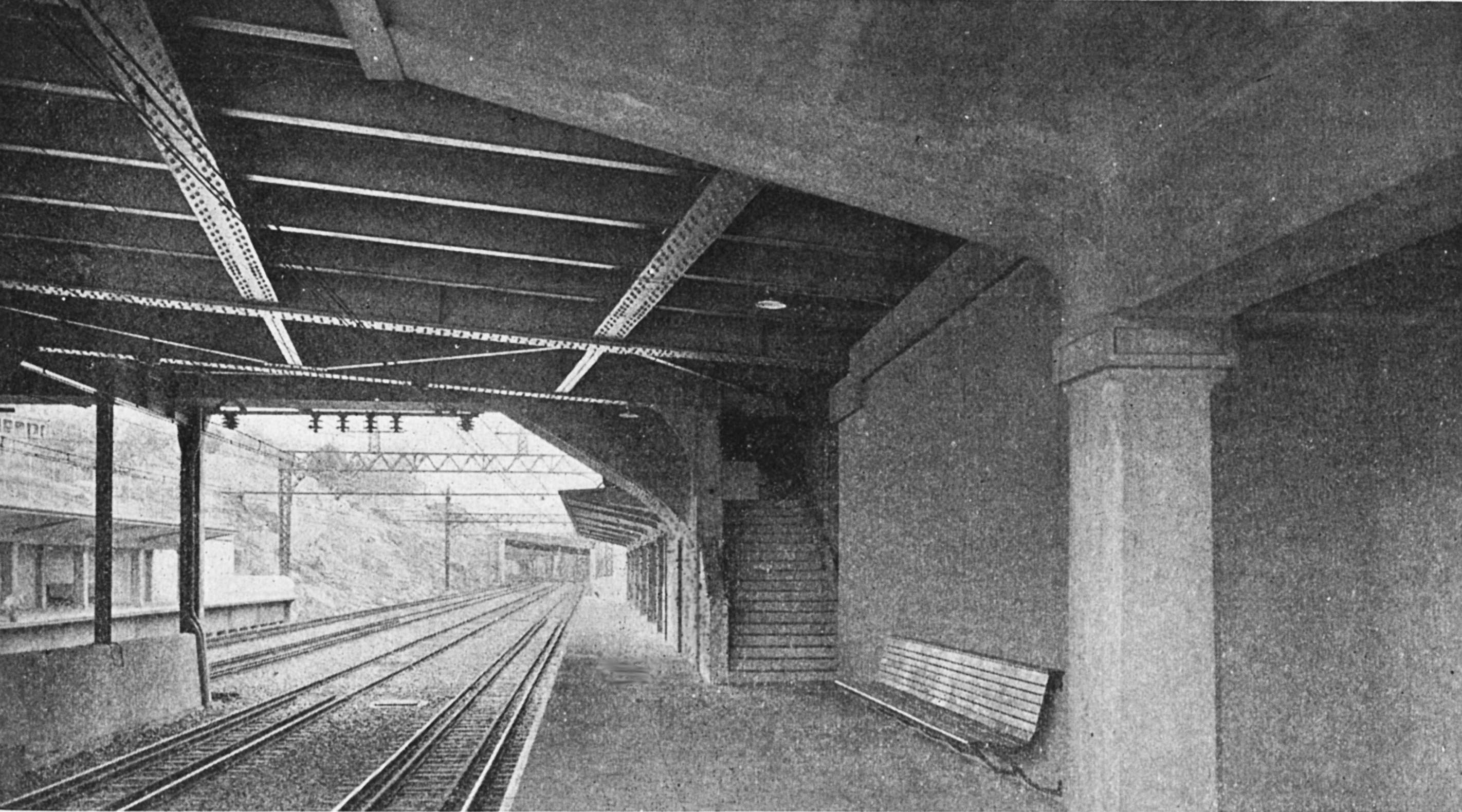
Seitenbahnsteige für Local-Züge und Überholgleise für Express-Züge an der Sixth Street in Mount Vernon.

Die Betriebsanlagen der Westchester waren so ausgelegt, dass neben den jeden Bahnhof bedienenden Local-Zügen auch noch Express-Züge, die nicht an jeder Station hielten, angeboten werden konnten. Während die zweigleisigen Abschnitte nördlich der Columbus Avenue von beiden Zuggruppen im Mischbetrieb befahren wurden, diente auf dem viergleisigen Abschnitt das äußere Gleispaar den Locals und das innere den Express-Zügen zum richtungsgleichen Überholen. Die Bahnhöfe entlang dieser Strecke wurden auf dieses Betriebsschema ausgerichtet, so dass an herkömmlichen Stationen nur Seitenbahnsteige am äußeren Gleispaar existierten, Expressbahnhöfe dagegen zwei Mittelbahnsteige zwischen den Richtungsgleisen besaßen. Expressbahnhöfe waren insbesondere 180th Street, Pelham Parkway und East 3rd Street auf dem viergleisigen Abschnitt sowie Wykagyl und Heathcote auf der Strecke nach White Plains. Richtung Port Chester änderte sich die Zuordnung mit dem Fortschritt der Bauarbeiten.
Per Konzession war die Westchester dazu verpflichtet, auf New Yorker Stadtgebiet täglich zwischen 04:00 Uhr morgens und 01:00 Uhr nachts mindestens 60 Local-Zugpaare mit höchstens 30 Minuten Zeitabstand anzubieten; in Mount Vernon mussten es mindestens 50 Zugpaare von und nach New York City sein. Nach dem Willen der NYW&B sollten darüber hinaus jeweils um die Hälfte zeitversetzt die zugehörigen Expresszüge verkehren, die wiederum zeitlich so abgestimmt werden sollten, dass an der East 3rd Street in Fahrtrichtung wechselseitig umgestiegen werden konnte. Die Reisezeit zwischen der 180th Street und White Plains betrug mit dem Local 39 und mit dem Expresszug 25 Minuten. Richtung New Rochelle (North Avenue) dauerte es mit dem Local 25 und mit dem Express 13 Minuten.
Der Betrieb wurde 1912 mit einem 20-Minuten-Takt für Locals und einem 40-Minuten-Takt für Expresszüge aufgenommen. Später sollte weiter auf 15/15 Minuten verdichtet werden. Insgesamt war die Strecke darauf ausgelegt, Local- wie Expresszüge im Extremfall im Fünf-Minuten-Takt je Richtung verkehren zu lassen und damit annähernd das Niveau der New Yorker Subway zu erreichen.

## Das Ende
Die Westchester war von Beginn an ein hochdefizitäres Unternehmen. Die Ursache für Verluste von zuletzt über 3 Millionen Dollar pro Jahr lag aber nicht nur in der Dimensionierung der Betriebsanlagen und den damit verbundenen Fixkosten. Auch erreichte die Zahl der Fahrgäste nie das ursprünglich angepeilte Niveau, weil die Annahmen bezüglich des Bevölkerungswachstums in der Region viel zu optimistisch gewesen waren. Zwar stiegen die Fahrgastzahlen über die Jahre stetig an, von 2.874.484 (1913) über 6.283.325 (1920) auf schließlich 14.053.188 im Jahre 1928, doch kam die Westchester bis 1930 nicht über 264 Züge am Tag hinaus, womit die Streckenkapazität bei weitem nicht ausgeschöpft wurde.
Dazu boten sowohl die New York Central als auch die New Haven auf ihren parallel verlaufenden Strecken Pendlerzüge nach New York City an, die im Gegensatz zur Westchester direkt bis zum Grand Central Terminal im Stadtzentrum fuhren. Außerdem konnte sich die NYW&B im Gegensatz zu anderen Bahngesellschaften nicht auf gewinnbringenden Güterverkehr stützen.
Solange die Westchester die Gewinnschwelle nicht erreichte, hatte die New Haven das Defizit und obendrein die Zinslast und die Kreditbürgschaft zu tragen. Die NYW&B war damit in vollem Umfang von der finanziellen Gesundheit ihrer Muttergesellschaft abhängig.
Diese wiederum schien seit jeher ein kerngesundes Unternehmen. Doch Mellen hatte aus den insgesamt 336 Tochtergesellschaften der New Haven ein Pyramidensystem aufgebaut, dessen Gewinne vorwiegend mittels Bilanzfälschung erzielt wurden. Obwohl diese Tatbestände bereits 1913 ans Licht gekommen waren, schienen die finanziellen Schwierigkeiten der New York, New Haven and Hartford Railway damit offenbar nicht beendet. Die Weltwirtschaftskrise führte im Oktober 1935 zum Bankrott. Die Westchester geriet daraufhin angesichts nun ausbleibender Unterstützungszahlungen in Zahlungsverzug und folgte rund einen Monat später am 30. November. Sie hatte bis dahin ein Defizit von insgesamt 45.000.000 Dollar angehäuft.
Zunächst wurde versucht, die Bahn durch Sparmaßnahmen und gleichzeitige Bemühungen zur Anhebung der Fahrgastzahlen am Leben zu halten. Weil sich aber angesichts der hohen Kosten für Zinsen, Pacht und Grundsteuer im Laufe der nächsten zwei Jahre keine Besserung einstellte, wurde schließlich auf richterliche Anordnung zunächst der Betrieb eingestellt. Der letzte Zug nach Port Chester fuhr am 31. Oktober, der letzte zwischen dem Harlem River Terminal und White Plains am 31. Dezember 1937. Nachdem auch Versuche, die Gesellschaft an einen Investor zu verkaufen oder unter staatliche Kontrolle zu stellen, gescheitert waren, wurde die Westchester schließlich auf richterliche Anordnung hin liquidiert.
Den Streckenabschnitt zwischen der 174th Street und der Stadtgrenze hinter der Station Dyre Avenue erwarb die Stadt New York für 1,7 Millionen Dollar, um ihn in ihr U-Bahn-Netz zu integrieren. Die Elektrotriebwagen verblieben bei der New Haven; sie wurden zu unmotorisierten Passagierwaggons umgebaut und in Vorortzügen im Raum Boston eingesetzt. Das restliche Anlagevermögen wurde im März 1942 versteigert und brachte noch 423.000 Dollar ein; Schienen und Oberleitung wurden abgebaut und anschließend in der Rüstungsindustrie für den Kriegseinsatz verwertet. Viele der Bahnhofsgebäude wurden den zuständigen Gemeinden als Ausgleich für die Steuerschulden überlassen.

## Technische Details
Die New York, Westchester and Boston Railway war als weitgehend unabhängig trassierte Bahn konzipiert und durch vielerorts dünn besiedeltes Gebiet gebaut worden. Außerdem hatte sich die Streckenführung nicht an bestehenden, langsamer zu befahrenden Bahnlinien auszurichten. Insofern waren fast keine Kompromisse hinsichtlich Streckenführung, Konzession oder technischer Ausstattung notwendig, so dass die Bahn das seinerzeit technisch Machbare repräsentierte.

### Trasse

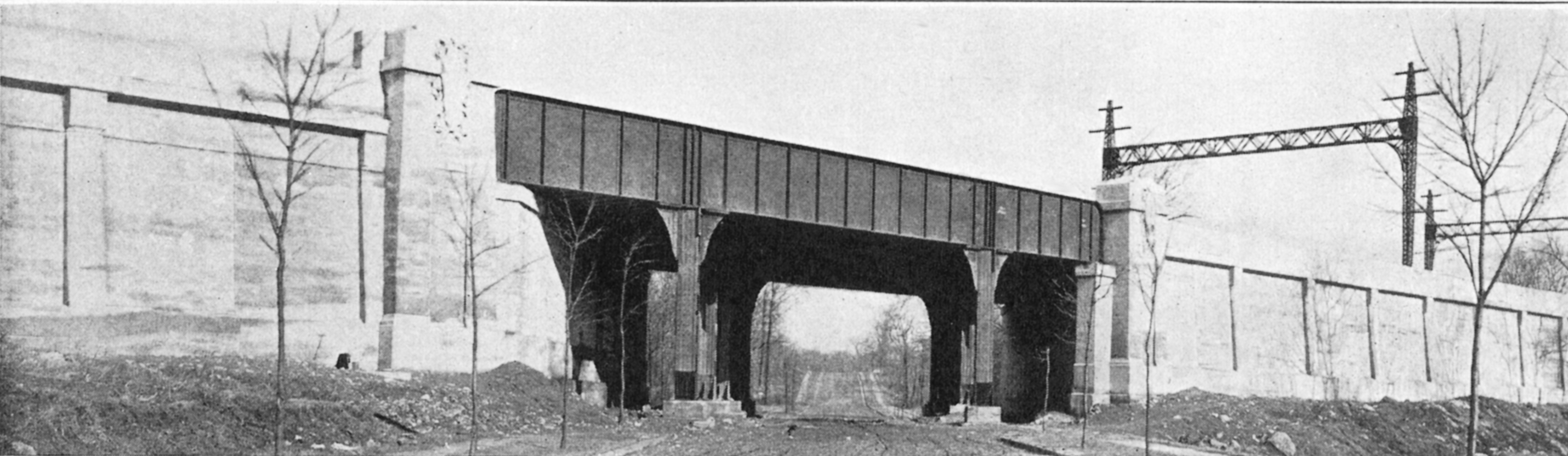
Viadukt in der Nähe der Station Morris Park.

Die Trasse sollte für eine möglichst hohe Ausbaugeschwindigkeit angelegt werden, was durch geringe Steigungen (maximal 1 %) und sanfte Kurven (maximal 4 Grad) erreicht werden sollte. Auch sollten Bahnübergänge bewusst vermieden werden. Um dies in dem teils hügeligen Gelände möglich zu machen, mussten entlang der Strecke großzügige Einschnitte, Viadukte und Dämme angelegt werden. Dazu kamen über 70 Kunstbauten, namentlich ein 0,75 Meilen (1,2 km) langer, viergleisiger Tunnel mitsamt unterirdischem Bahnhof unter dem Pelham Parkway in der Bronx, mehrere Viadukte sowie einige Dutzend Brücken und Unterführungen. Sämtliche dieser Bauten wurden ausgesprochen massiv dimensioniert; selbst an sich unbedeutende Fußgängerstege wurden aus Stahl errichtet.
Auf der Trasse wurden durchgehend eingeschotterte Schwellengleise verlegt. Dies geschah auch auf Brücken und Viadukten, um dort das Geräuschniveau möglichst niedrig zu halten, wozu eigens Betontröge auf dem Tragwerk aufgesetzt wurden. Die Überhöhung in den Kurven wurde ferner genau auf die dort erwarteten Fahrgeschwindigkeiten hin optimiert. Die Zugsicherung erfolgte mittels automatischer Blocksignale.

### Energieversorgung

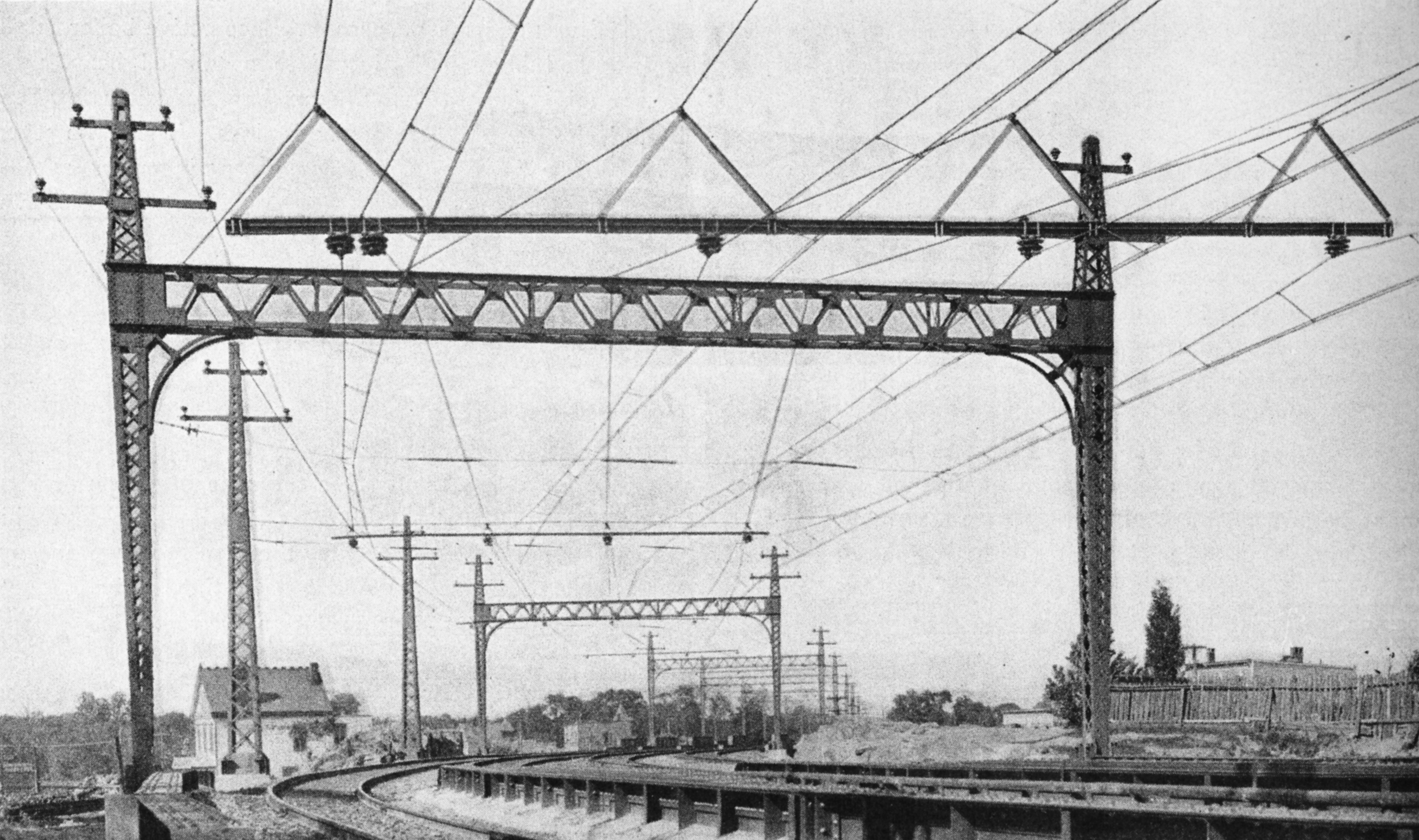
Compound Catenary mit zwei Tragseilen.

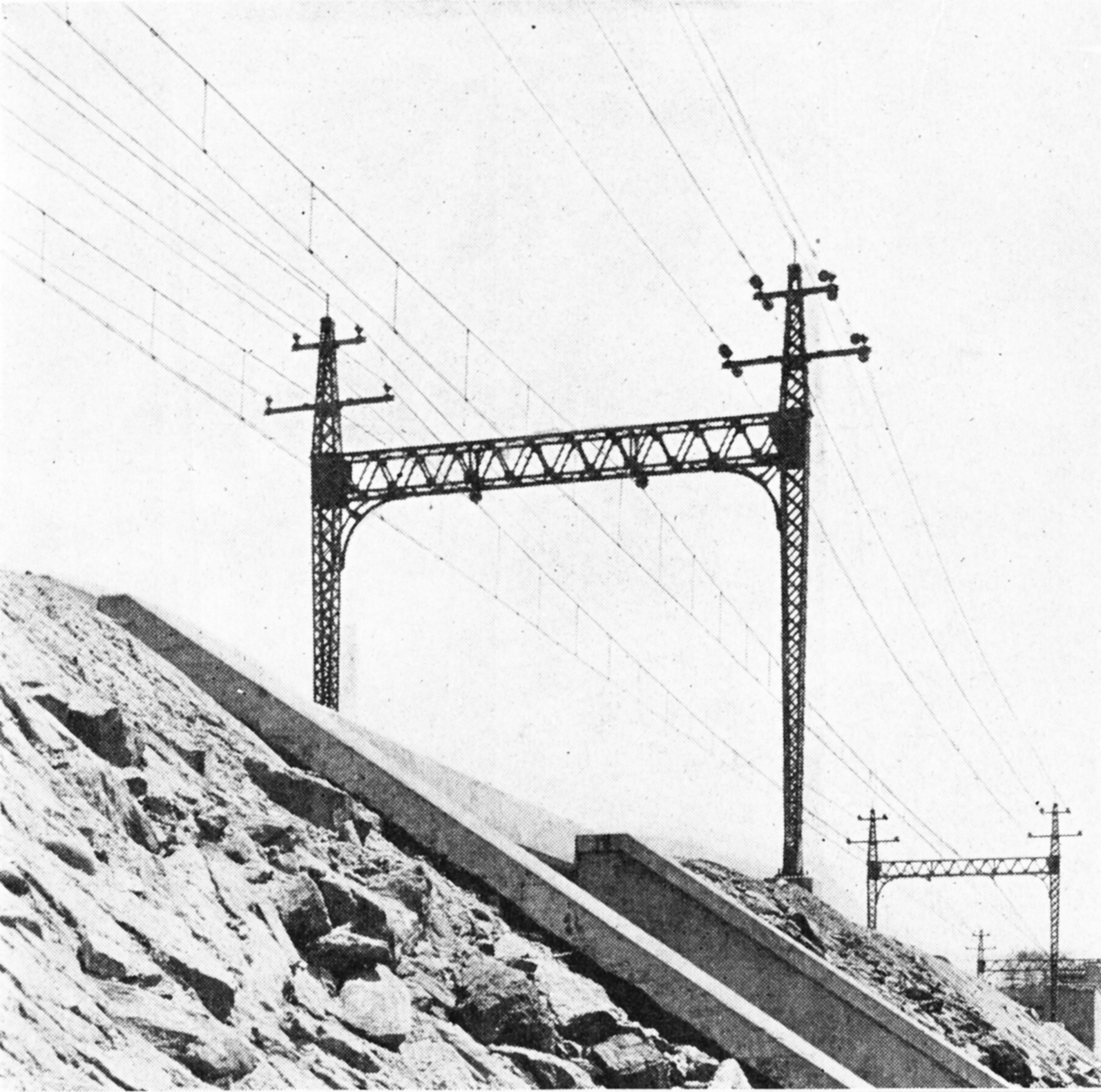
Single Catenary mit einem Tragseil.

Für die Stromzufuhr wurde das 25-Hz-Wechselstromsystem mit 11 kV der New Haven verwendet. Die Oberleitung war an Portalgittermasten aufgehängt und besaß zwei übereinander angeordnete Tragseile (Compound Catenary). Die oberen Tragseile waren an den Oberkanten der Traversen aufgehängt und blieben stromlos. Daran waren in der Mitte der 300 Fuß (91,44 m) langen Felder die unteren Tragseile mittels Isolatoren aufgehängt sowie mit quer verlaufenden Stangen untereinander verbunden. Insbesondere waren die unteren Tragseile nicht an den Masten befestigt. Damit die Oberleitung in Kurven dem Verlauf der Gleise folgen konnte, wurden die Tragseile an diesen Stellen zusätzlich seitlich verspannt. Ferner wurden innerhalb der Weichenwinkel zusätzliche Querdrähte zur Führung der Stromabnehmer angebracht.
Von der Columbus Avenue Richtung New Rochelle wurde zu Versuchszwecken ein anderer, „experimenteller“ (experimental) Typ Oberleitung verwendet. Diese Single Catenary wurde mit nur noch einem Tragseil ausgestattet, das direkt an der Unterseite der Portalmasten aufgehängt wurde. Diese aus heutiger Sicht konventionellere Konstruktion sollte sich innerhalb der NYNH&H-Firmengruppe schließlich durchsetzen.

### Stationen

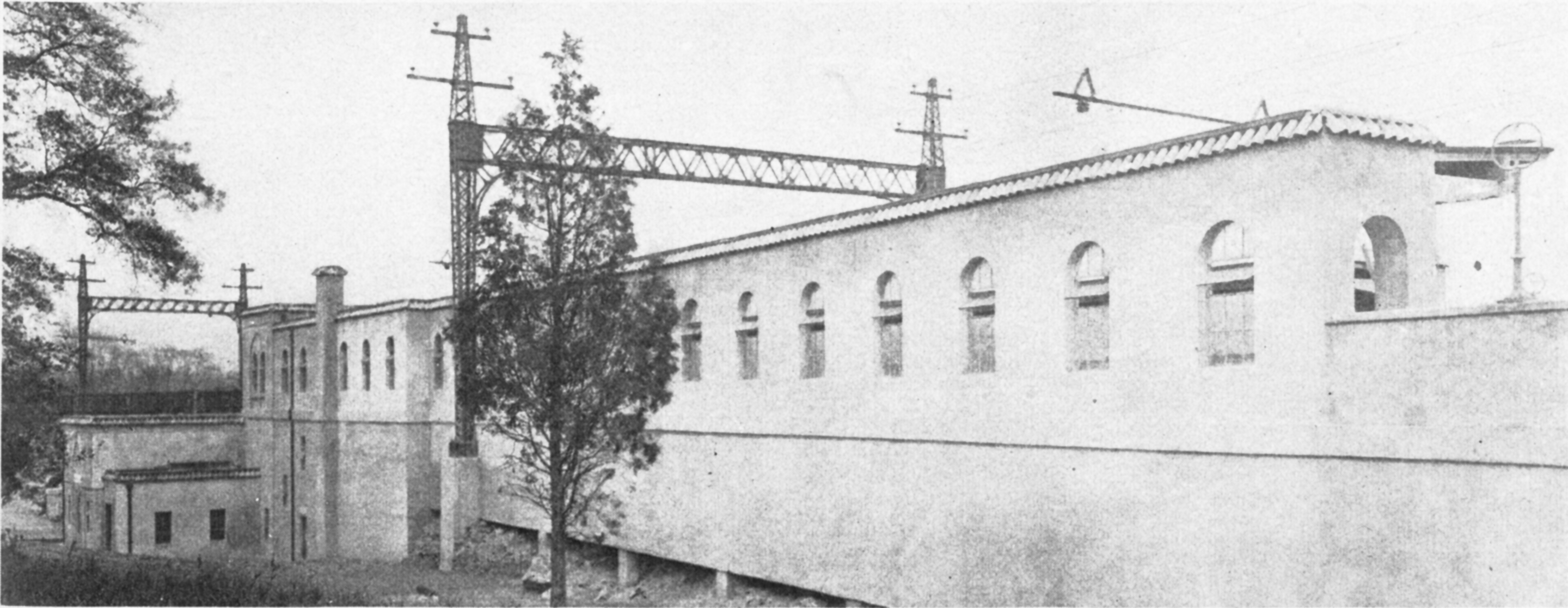
Bahnhof, auf einem Damm gelegen.

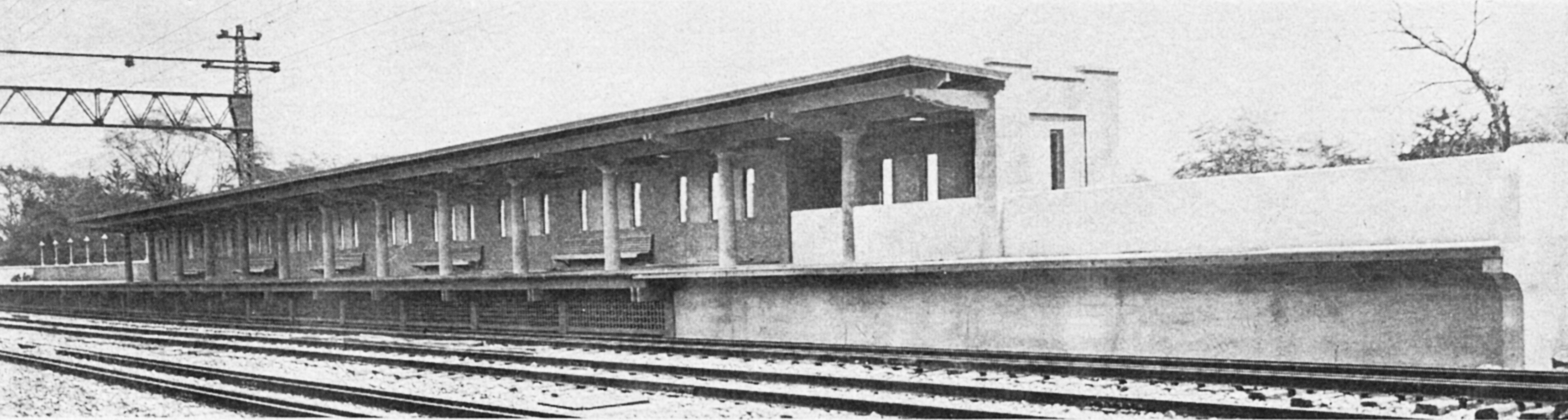
Typischer Bahnsteig.

Die Stationen wurden von den Architekten Reed & Stem, New York entworfen und dabei nach den Gesichtspunkten Ästhetik, Dauerhaftigkeit und Wartungsfreundlichkeit gestaltet. Die Empfangsgebäude bestanden aus Beton und wurden im Stil des Historismus errichtet, namentlich in Mission Revival, im Stil der Neorenaissance und des Neoklassizismus. In deren Innern wurden neben den Fahrkartenschaltern häufig auch Läden und Büros eingerichtet; für Böden und Wandverkleidungen wurde Terrazzo verwendet. Da die Gleise häufig im Einschnitt oder auf einem Damm zu liegen kamen, lagen die Empfangsgebäude häufig nicht höhengleich, sondern unter, über oder seitlich oberhalb der Strecke, wobei in der Regel eine der Außenwände mit der Stützmauer der Geländeverbauung fluchtete.
Die Bahnsteige waren als Hochbahnsteige ausgeführt und wurden ebenso wie die Empfangsgebäude aus Beton statt aus dem damals üblichen Holz errichtet. Auch rückwärtige Begrenzungsmauer, Treppen und die dorischen Säulen für das Bahnsteigdach waren aus Beton. Nur die vordere Bahnsteigkante war als Holzplanke ausgeführt, um bei Bedarf das Lichtraumprofil ein Stück aufweiten zu können.

### Rollendes Material

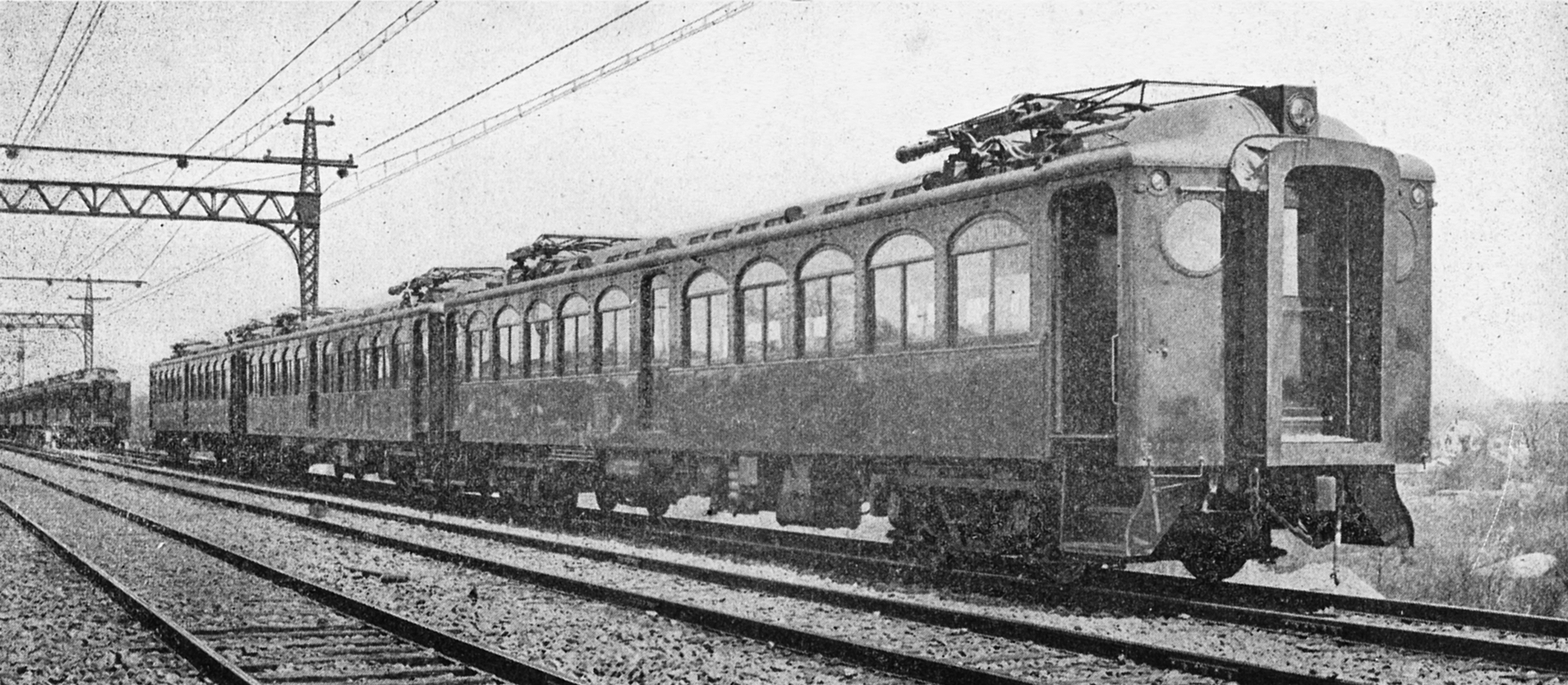
Die Triebwagen mit den markanten runden Frontscheiben.

Der Wagenpark bestand aus 95 vierachsigen Solotriebwagen, die von Pressed Steel Car Company und Osgood-Bradley zwischen 1912 und 1929 geliefert wurden. Sie besaßen je zwei Fahrmotoren mit je 175 PS Leistung (Achsformel Bo'2'), konnten mit bis zu 1 mph/s (0,447 m/s²) beschleunigen und wurden auf 57 mph (92 km/h) Höchstgeschwindigkeit abgeregelt. Ferner verfügten die Wagen über Totmann- und Nachlaufsteuerung; die Stromaufnahme erfolgte über zwei Scherenstromabnehmer, die über den Drehgestellen angeordnet waren.
Die Triebwagen waren 70 Fuß 4 Zoll (21,44 m) lang, 9 Fuß 7 3/4 Zoll (2,94 m) breit, 13 Fuß 3 1/4 Zoll (4,04 m) hoch und 120,000 Pfund (54,43 Tonnen) schwer. Sie boten je nach Baujahr 78 bis 80 Sitzplätze, besaßen große Fensterflächen und thermostatgesteuerte Heizung.
Der gesamte Wagenkasten bestand aus einem Stahlgerippe mit aufgenieteten und teilweise bereits aufgeschweißten Stahlplatten. Die Wagen waren in New Haven Green lackiert und besaßen an der Stirnseite Übergänge mit Faltenbalg sowie in Kopfhöhe zwei charakteristische Rundfenster mit 20 Zoll (51 cm) Durchmesser. Die beiden Führerstände waren in Fahrtrichtung gesehen auf der jeweils rechten Seite angeordnet. Je Seite waren drei druckluftbetriebene Taschenschiebetüren mit Zentralsteuerung eingebaut; zwei an den Enden und eine in der Mitte. Da die Westchester auf dem Harlem River Branch im Mischbetrieb mit konventionellen Zügen verkehrte und dort nur niedrige Bahnsteige vorhanden waren, wurden die beiden Türöffnungen an den Fahrzeugenden zusätzlich mit Trittstufen ausgestattet.

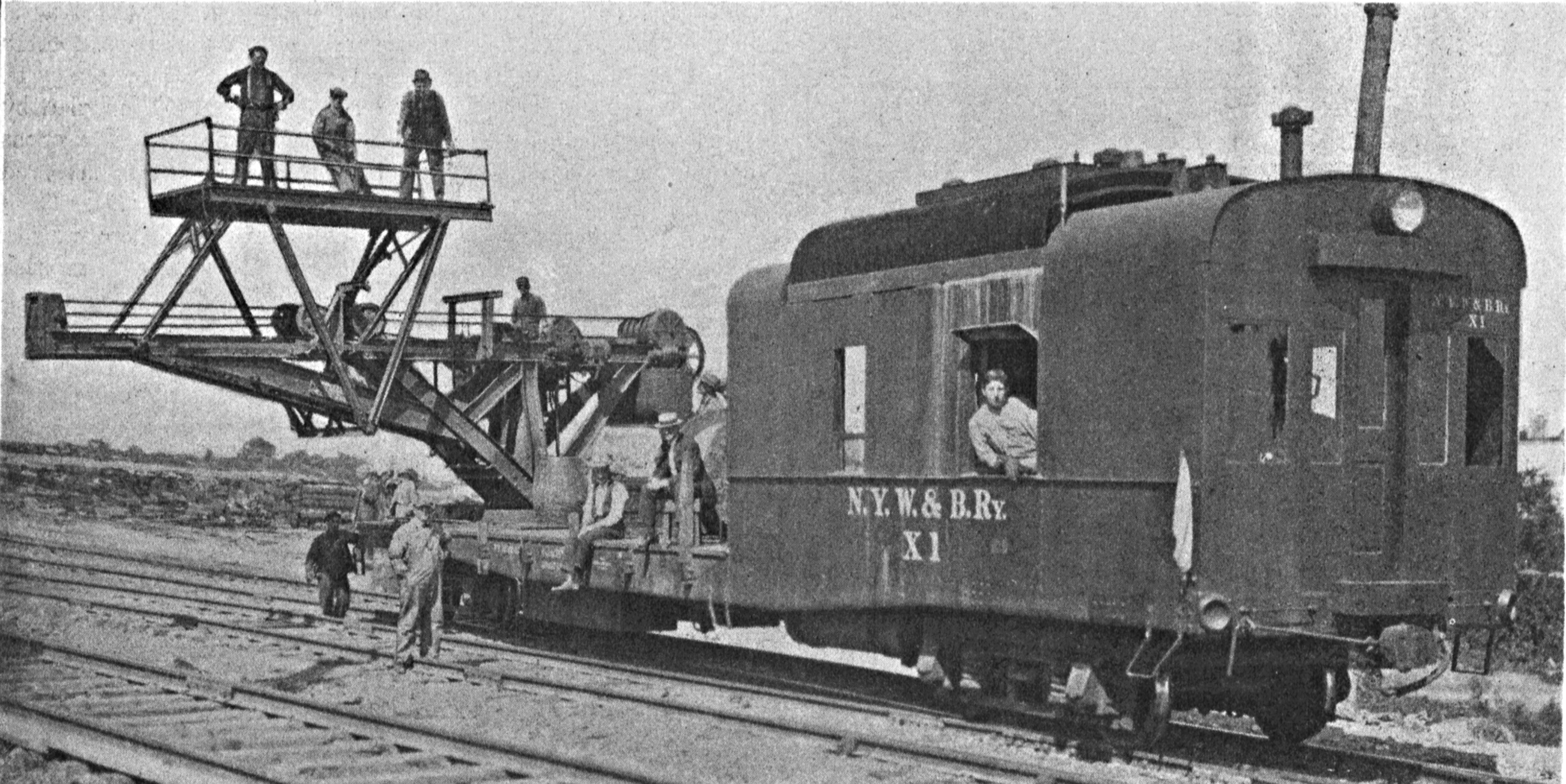
Der Fahrleitungsmontagewagen.

Neben den Triebwagen existierten noch vier Flachwagen, ein gedeckter Güterwagen, eine vierachsige Elektrolokomotive sowie ein benzinelektrischer Fahrleitungsmontagewagen für Wartungsarbeiten.

### Betriebshof

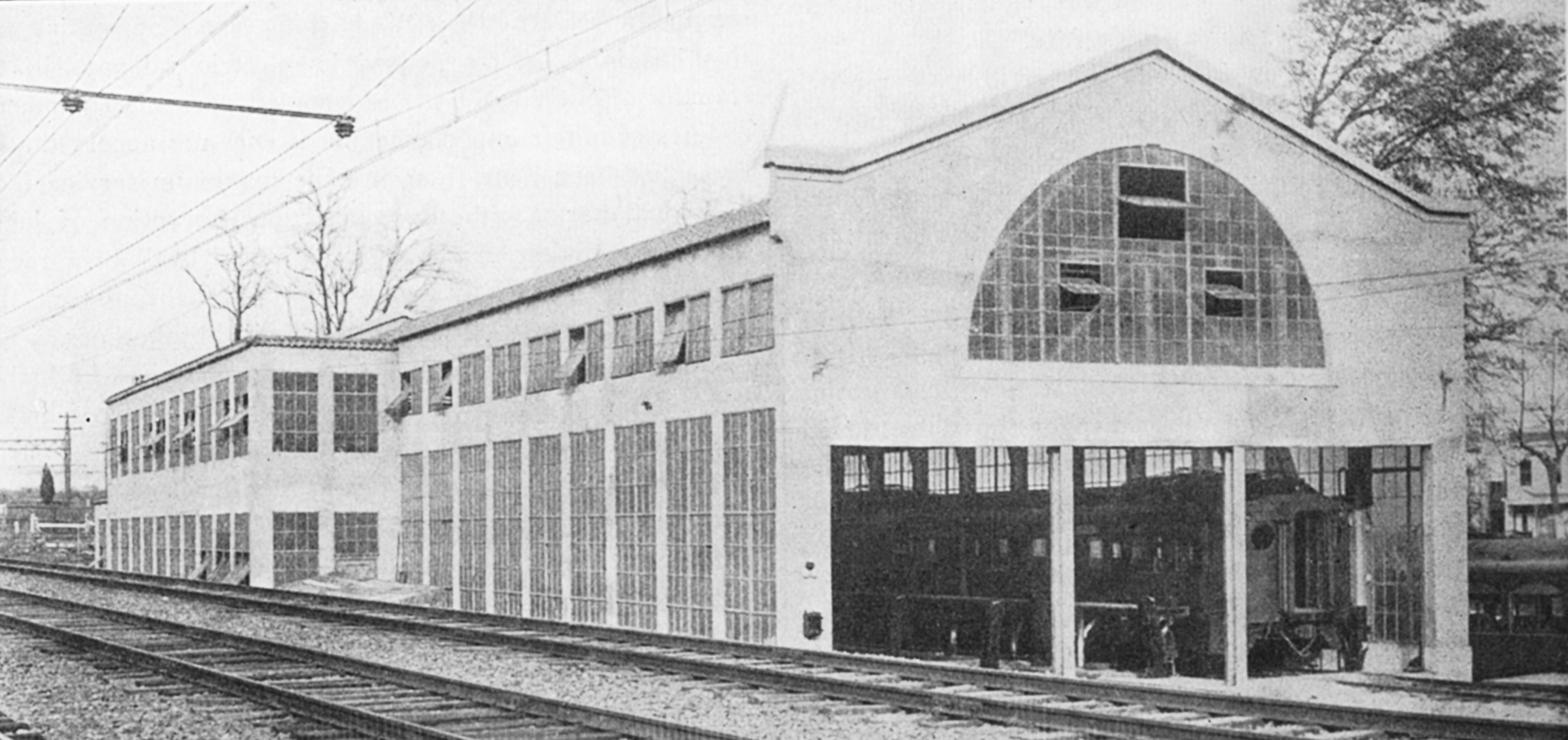
Die Betriebswerkstatt.

Der Betriebshof befand sich nördlich des Bahnhofs 180th Street unmittelbar östlich der Bahnstrecke und umfasste Bauhof und Betriebswerkstatt. Diese wiederum bestand aus einer 49 Fuß (14,94 m) breiten, 171 Fuß (52,12 m) langen, dreiständigen Halle in Stahlskelettbauweise und war einzig für Wartung und Instandsetzung dieser Triebwagen ausgelegt. Dabei wurde großer Wert darauf gelegt, sämtliche Reparaturen möglichst schnell und auf kurzen Wegen ausführen zu können. Das Gebäude besaß große Fenster für helle Räume und war bei kompakten Außenmaßen auf maximale Raumausnutzung ausgelegt.

### Tarif und Fahrkarten

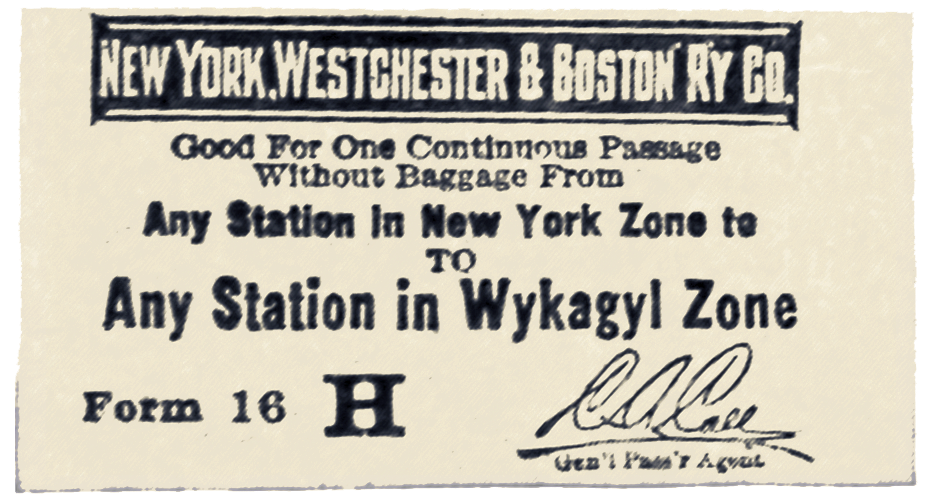
Eine Fahrkarte, gültig für eine Fahrt zu einer beliebigen Station in der Zone Wykagyl.

Die Fahrpreise waren nach (zu Anfang) insgesamt acht Zonen (zones) gestaffelt, wobei der Tarif für die Einzelfahrt pro Zone 5 Cent betrug. Jede Zone repräsentierte einen bestimmten Streckenabschnitt, dessen Grenzen sich aber nicht direkt an tatsächlichen Entfernungen, sondern an den Gemeindegrenzen orientierten. So kostete die Fahrt über 8,39 Meilen (13,5 km) vom Harlem River Terminal zur Dyre Avenue innerhalb New Yorks ebenso 5 Cent wie über die 1,65 Meilen (2,66 km) von der Kingsbridge Road zur Columbus Avenue innerhalb Mount Vernons. Dieses Zonensystem unterschied sich ebenso von den damaligen Pauschaltarifen innerstädtischer Verkehrsmittel wie auch von der kilometerabhängigen Tarifierung, wie sie bei konventionellen Eisenbahnen üblich war. Die Idee dazu stammte aus London und Berlin. Zusätzlich zu ihren europäischen Vorbildern waren die Fahrkarten je nach Zielzone in einer unterschiedlichen Farbe markiert, beispielsweise in Rot für das Stadtgebiet New York Citys.
Die Fahrgäste erwarben am Startpunkt eine Fahrkarte zur gewünschten Zielzone. Dabei legte diese Zielzone die Farbe, und der Startpunkt den zu entrichtenden Fahrpreis fest. Die Karten wurden dann bei Betreten der Station an einem Drehkreuz mit einem Stempel entwertet und beim Verlassen des Zielbahnhofs an einem weiteren Drehkreuz abgegeben und vernichtet. Die farbliche Markierung erleichterte dabei die Kontrolle, weil an jedem Bahnhof einer bestimmten Zone immer nur Fahrkarten in genau der Farbe dieser Zone abzugeben waren. Außerdem waren keine Zugschaffner notwendig.

## Spuren und Überreste

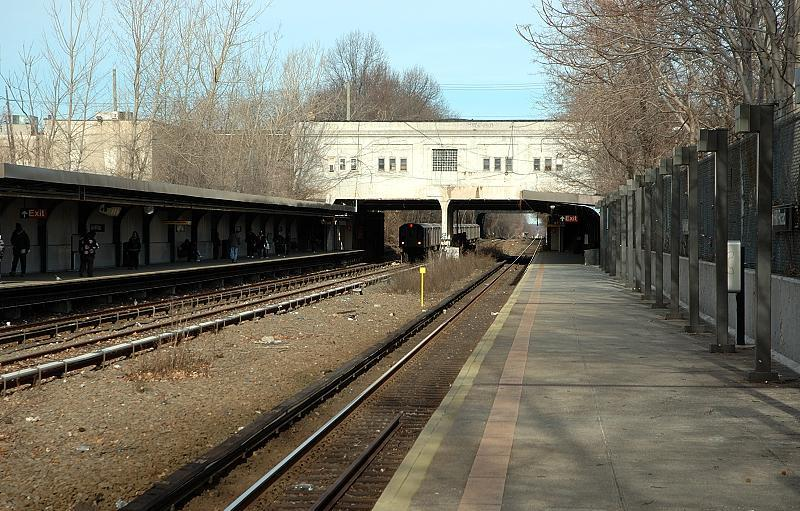
Station Gun Hill Road, 2006.

Der Streckenabschnitt zwischen der 180th Street und der Stadtgrenze bildet heute die IRT Dyre Avenue Line der New York City Subway und wird von der U-Bahn-Linie 5 befahren. Der rund 4,5 Meilen (7,24 km) lange Abschnitt wurde nach dem Verkauf auf Stromschiene umgerüstet und am 15. Mai 1941 als Pendelverkehr und am 6. Mai 1957 endgültig eröffnet.
Entlang der Strecke sind mit Stand von 2008 zwischen Morris Park und Dyre Avenue genau die fünf ursprünglichen Stationen in Betrieb. An der 180th Street steuern die Züge dann aber nicht mehr den ursprünglichen NYW&B-Bahnhof an, sondern fädeln bereits ein Stück weiter nördlich in die IRT White Plains Road Line ein und benutzen den gleichnamigen IRT-Bahnhof. Das Empfangsgebäude der Westchester sowie die zugehörigen Bahnsteige samt Überdachungen sind aber erhalten und werden als Betriebshof genutzt. Insgesamt wirkt die Dyre Avenue Line bis auf die vergleichsweise großzügigen Empfangsgebäude und die größeren Stationsabstände wie eine ganz normale U-Bahn-Strecke an der Peripherie New Yorks.
Südlich der 180th Street blieb zunächst noch der Viadukt hinunter zum Harlem River Branch und die Gleisverbindung am Harlem River Terminal zur IRT Third Avenue Line bestehen, weil es sonst keine Gleisverbindung zur Übergabe von Rollmaterial gegeben hätte. Nach Eröffnung der Verbindungskurve zur White Plains Road Line wurde diese Behelfslösung überflüssig und im Laufe der Zeit abgebaut. Das Empfangsgebäude am Harlem River Terminal blieb bis 2006 erhalten.
Der Nahverkehr entlang des Harlem River Branch wurde nach dem Ende der NYW&B auch vonseiten der New Haven nicht wieder aufgenommen, so dass die dortigen Stationen aufgegeben wurden. Als Teil des Nord-Ost-Korridors spielt die Strecke jedoch bis heute eine wichtige Rolle im Fernverkehr.

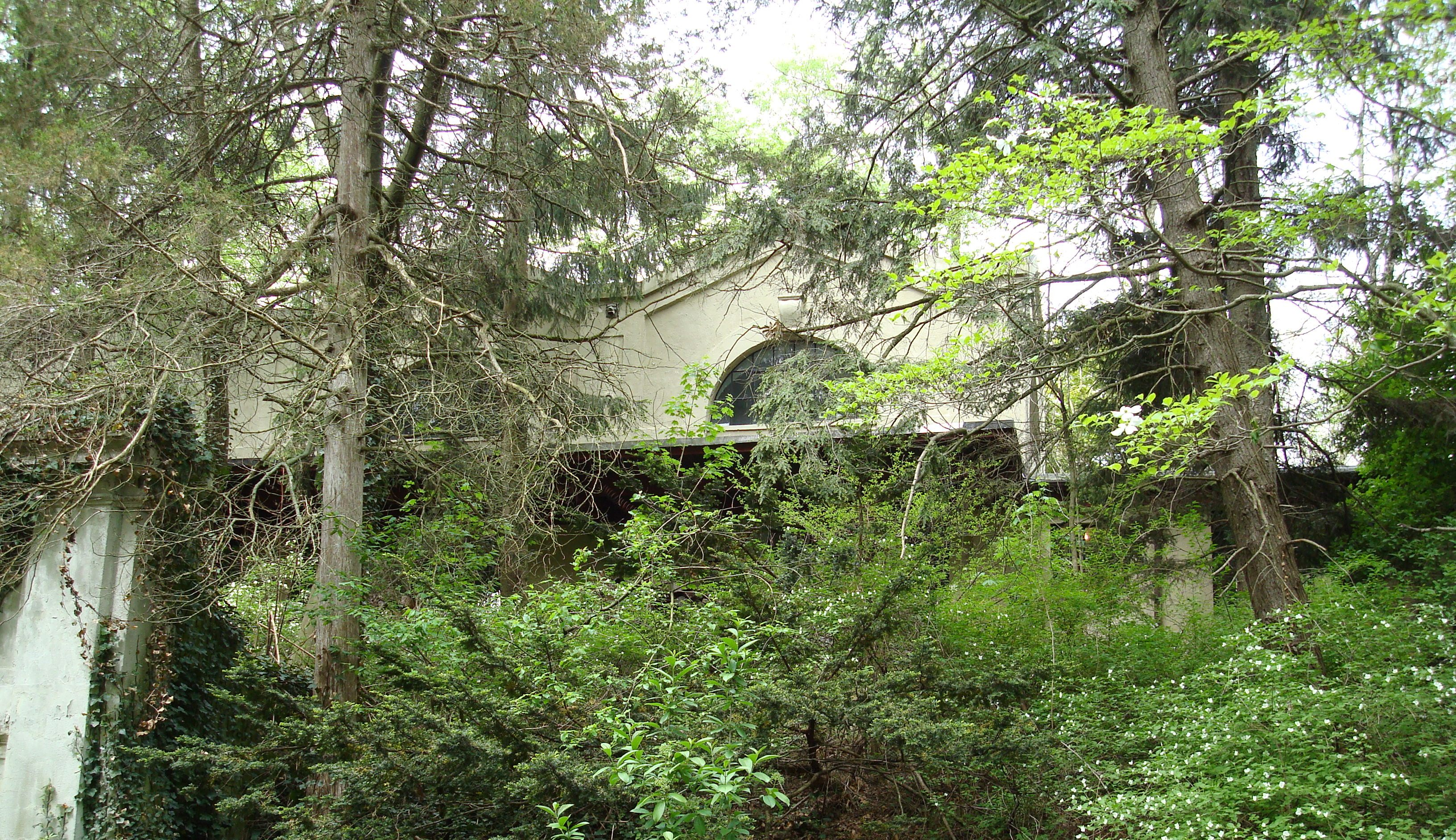
Station Quaker Ridge, 2007.

Nördlich der New Yorker Stadtgrenze ist die Trasse besonders im Bereich Mount Vernon und New Rochelle vielfach mit Fabriken und Wohnhäusern überbaut worden, so dass sie auf Luftbildern nur noch abschnittsweise nachvollziehbar ist. Weiter nördlich hebt sich der Bahndamm dagegen besonders durch die Geländeverbauungen und seine weiten Kurvenradien strukturell noch deutlich von der übrigen Landschaft ab. An einigen Stellen existieren noch einzelne Durchlässe und Brückenwiderlager, etwa an der Columbus Avenue. Der Verlauf der Gleise nördlich von New Rochelle und auf dem Harlem River Branch in der Bronx lässt sich durch die dort breiteren Portalmasten der Oberleitung sowie einzelne noch vorhandene Brückenelemente nachvollziehen. Die meisten Stationsgebäude wurden entweder verkauft und umgenutzt, dem Verfall preisgegeben oder im Laufe der Zeit abgebrochen, sofern sich keine anderweitige Nutzungsmöglichkeit anbot.
Zwischen Mount Vernon und White Plains wird die Trasse teilweise noch anderweitig genutzt; so dient der Einschnitt im Bereich Heathcote als Planum für eine Umgehungsstraße und nördlich davon als Wanderweg. An der Stelle des Endbahnhofs in White Plains steht heute das Einkaufszentrum Westchester Mall.

## Weiterführende Informationen

### Bücher
- Arcara, Roger: Westchester’s forgotten railway, 1912–1937; the story of a short-lived short line which was at once America’s finest railway and its poorest: the New York, Westchester & Boston Railway. erweiterte und überarbeitete Auflage. Quadrant Press, New York 1972. (englisch)
- Bang, Robert A.: The New York, Westchester & Boston Railway Company 1906–1946. Selbstverlag, Port Chester 2004, ISBN 0-9762797-1-1. (englisch)
- Bang, Robert A., John E. Frank, George W. Kowanski und Otto M. Vondrak: Forgotten railroads through Westchester County. Selbstverlag, Port Chester 2007, ISBN 978-0-9762797-3-0. (englisch)
- Harwood, Herbert H.: The New York, Westchester & Boston Railway: J.P. Morgan’s Magnificent Mistake. Indiana University Press, Bloomington, 2008, ISBN 978-0-253-35143-2. (englisch)

### Zeitschriftenartikel
Zu Betriebsbeginn 1912 erschien eine Reihe von Artikeln im Electric Railway Journal. Zwei davon bieten einen guten Überblick:
- McGraw Publishing Company (Hrsg.): The New York, Westchester & Boston Railway. In: Electric Railway Journal, Band XXXIX, Nr. 21, 25. Mai 1912, S. 864 ff. (englisch)
- McGraw Publishing Company (Hrsg.): Track and Stations of the New York, Westchester & Boston Railway. In: Electric Railway Journal, Band XXXIX, Nr. 23, 8. Juni 1912, S. 956 ff. (englisch)
- Herbert H. Harwood Jr.: Grass grows on the Westchester. In: Trains. Kalmbach Publishing Co., Oktober 1951, ISSN 0041-0934, S. 42–47.